# Passo di Valparola
Il passo di Valparola (Jù de Valparola o Intrà i Sass in ladino, Valparolapass in tedesco, 2.192 m) si trova nelle Dolomiti, in provincia di Belluno, 1,2 km a nord del Passo di Falzarego. Mette in comunicazione la val Badia con Livinallongo e, passando dal Falzarego, con la valle d'Ampezzo.

## Descrizione
Sulla cima del passo si trova il Rifugio Valparola oltre che un piccolo laghetto alpino, il lago di Valparola.
L'importanza del passo è data dal fatto di essere stato, fino alla prima guerra mondiale, territorio austriaco al confine con l'Italia (che passava poco a sud, lungo il torrente Codalunga): per questo motivo, sul passo fu costruito il forte Tre Sassi, la cui struttura in realtà non fu mai completamente ultimata, infatti sono stati costruiti solo i basamenti e alcune postazioni. Oggi ospita il museo della Grande Guerra.

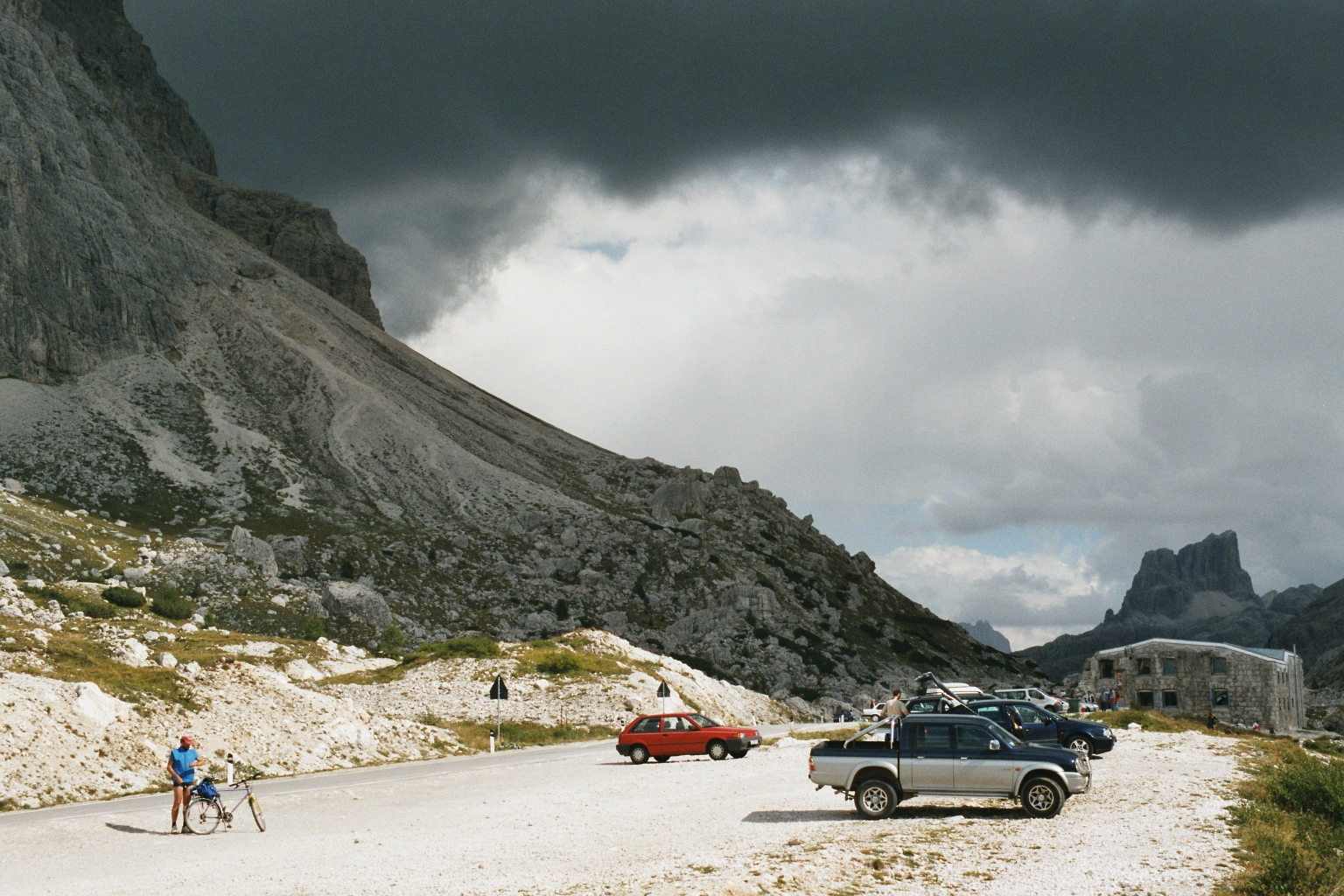
Il forte Tre Sassi al passo di Valparola

## Ciclismo
Il passo Valparola è molto rinomato tra i cicloamatori, sia per la bellezza della salita che per la posizione paesaggisticamente spettacolare. Si può scalare da 3 versanti:
- da La Villa, in val Badia: salita di 14 km con pendenza media del 5,4% e pendenza massima dell'11%;
- da Cortina d'Ampezzo, passando per il passo Falzarego: salita di 17 km con pendenza media del 6% e pendenza massima del 10%;
- da Caprile, nell'Agordino, passando per il passo Falzarego: salita di 20 km con pendenza media del 6% e pendenza massima del 10%.

Il valico fu affrontato al Giro d'Italia per la prima volta nel 1976, anche se nell'occasione non vi era posto il GPM, posizionato invece al Falzarego. L'anno successivo il Valparola è stato invece Cima Coppi, quando transitò per primo in vetta lo spagnolo Faustino Fernández Ovies. Nell'edizione 1992 era in programma la scalata del valico dal versante di Cortina nella 13ª tappa (Bassano del Grappa > Corvara in Badia), ma all'ultimo il percorso fu deviato a causa di una frana lungo la discesa verso La Villa, e si effettuò lo scollinamento al Falzarego scalando successivamente il Campolongo.
Di seguito si riportano i vari passaggi al Giro:

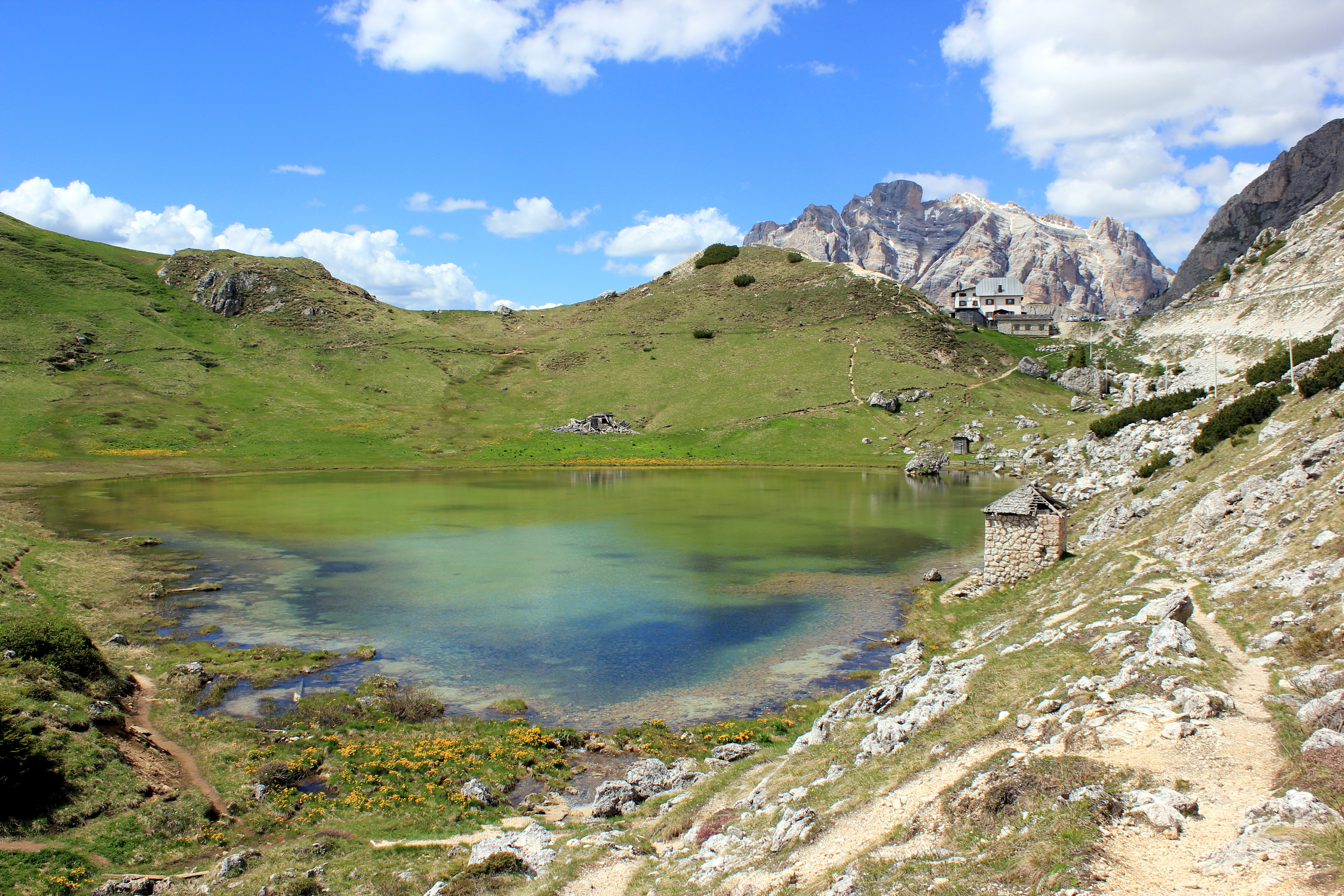
Il laghetto di Valparola. Sullo sfondo il passo

| Anno | Tappa                                  | Primo in vetta             | Versante scalato     |
| ---- | -------------------------------------- | -------------------------- | -------------------- |
| 1976 | 19ª: Longarone > Torri del Vajolet     | Salita non valida come GPM | Agordino - Falzarego |
| 1977 | 18ª: Cortina d'Ampezzo > Pinzolo       | Faustino Fernández Ovies   | Cortina - Falzarego  |
| 1990 | 16ª: Dobbiaco > Passo Pordoi           | Maurizio Vandelli          | Cortina - Falzarego  |
| 2004 | 16ª: San Vendemiano > Falzes           | Fabian Wegmann             | Agordino - Falzarego |
| 2012 | 17ª: Falzes > Cortina d'Ampezzo        | Matteo Rabottini           | Val Badia            |
| 2016 | 14ª: Alpago (Farra) > Corvara in Badia | Darwin Atapuma             | Cortina - Falzarego  |
| 2017 | 18ª: Moena > Ortisei                   | Omar Fraile                | Agordino - Falzarego |
| 2023 | 19ª: Longarone > Tre Cime di Lavaredo  | Derek Gee                  | Val Badia            |

## Curiosità
Il Passo di Valparola compare nel film Spider-Man: Far from Home, dove però all'inizio della sequenza sulle montagne viene indicato come in territorio austriaco anziché italiano.